# Monte Argentario
Monte Argentario település Olaszországban, Toszkána régióban, Grosseto megyében. Lakosainak száma 11 888 fő (2023. január 1.). Monte Argentario Orbetello községgel határos.

## Népesség
A település lakossága az elmúlt években az alábbi módon változott:
| Lakosok száma | 12 570 | 12 455 | 11 888 |
|               | 2017   | 2018   | 2023   |